# 大国战“疫”——2020中国阻击新冠肺炎疫情进行中
《大国战“疫”——2020中国阻击新冠肺炎疫情进行中》（以下简称《大国战疫》）是一本由中共中央宣传部、国务院新闻办公室指导，五洲传播出版社和人民出版社联合编辑、出版的书籍。内容为中共中央总书记习近平领导下的中国共产党和中华人民共和国政府对2019冠状病毒病疫情的反应。除了漢語版外，還計畫發行英、法、俄、阿、西等五种语言版本。3月1日，该书从中国大陸各大网店下架。

## 评价
《大国战疫》一书出版后，引发不少网民的质疑与批判。 该书在豆瓣的页面一度评分极低，之后其页面关闭了评论。 包括湖北作家方方在内的一些民众认为，在疫情尚未得到完全控制的情况下，出版这样大唱赞歌的书是不合时宜的，无视了人民所经受的苦难。 3月1日，该书突然从中国大陆各大网络交易平台下架，包括淘宝网、京东网、当当网等，无法检索到其预售信息。有预售此书的网络书店的工作人员表示，这是因疫情影响造成印刷厂未能如期复工所致；但也有网民揣测，是因为在疫情仍未结束时出版此书显得不合时宜。 香港01刊发评论，认为该书的出版体现了中国大陆官场所盛行的拍马屁文化，对病人及一线医护工作者没有任何帮助。